# ميخائيل باش (عالم حشرات)
ميخائيل باش (بالألمانية: Michael Bach)‏ هو عالم حشرات ألماني، ولد في 19 مارس 1808 في بوبارد في ألمانيا، وتوفي في 17 أبريل 1878.